# Karl Max Barthélemy
Karl Max Barthélemy, né le 27 octobre 1986 à N'Djaména, est un footballeur tchadien, évoluant au poste d'attaquant.

## Palmarès

### En club
- Coton Sport de Garoua :
  - Championnat du Cameroun (3) : 2007, 2008 et 2010
  - Coupe du Cameroun (5) : 2007, 2008
  - Ligue des champions de la CAF : 2008
- Missile FC : 
  - Championnat du Gabon : 2011
- Difaâ d'El Jadida :
  - Coupe du Trône du Maroc : 2013
- Nejmeh SC :
  - Coupe du Liban : 2016

### Distinctions personnelles et records
- Meilleur buteur du championnat gabonais en 2011 avec 20 buts.
- Meilleur buteur du championnat marocain en 2012 avec 17 buts.